# Балыкесирспор
«Балыкесирспор»  (тур. Balıkesirspor) — турецкий футбольный клуб из города Балыкесир, в настоящее время выступающий в Первой лиге, второй по уровню в системе футбольных лиг Турции. Основан 6 июня 1966 года. Самым принципиальным соперником является клуб «Бандырмаспор» («дерби Балыкесира»). Президент клуба — доктор Фейяз Чифтчи (с 4 ноября 2015 года). Технический спонсор команды — компания Nike, титульный спонсор — строительная компания Uluova İnşaat.
Домашние матчи команда проводит на стадионе «Балыкесир Ататюрк», вмещающем около 15 800 зрителей. Он был открыт в 1953 году и трижды реконструировался (в 1973, 2010 и 2014 годах).

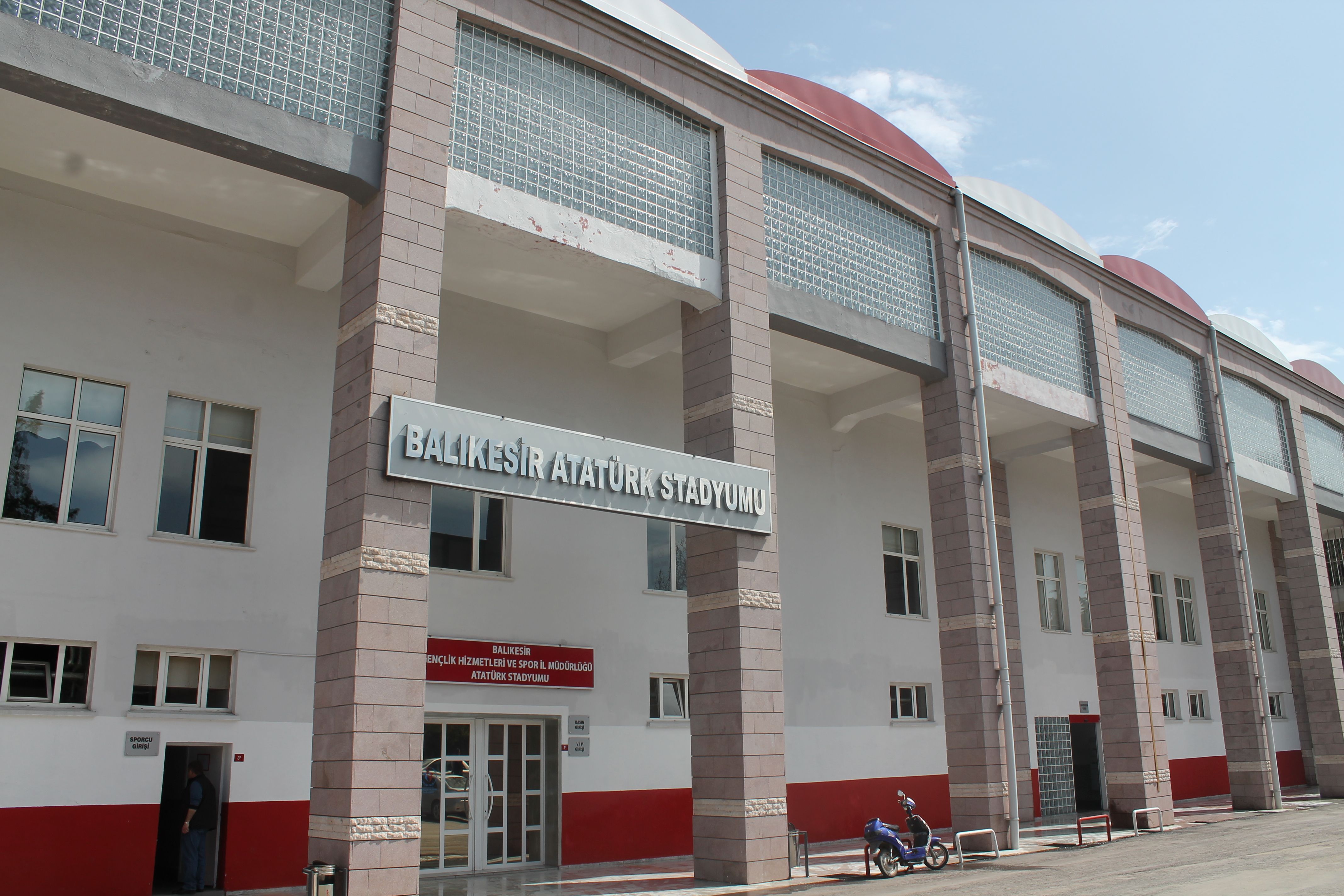
Стадион «Балыкесир Ататюрк»